# Lúcia Valle Figueiredo
Lúcia Valle Figueiredo (Recife, 1935 — São Paulo, 23 de novembro de 2009) foi uma jurista, professora universitária, advogada e magistrada brasileira.
Foi professora titular de direito administrativo da Pontifícia Universidade Católica de São Paulo (PUC-SP) e desembargadora do Tribunal Regional Federal da 3ª Região (TRF-3).

## Biografia
Formou-se em direito pela pela Faculdade de Direito da Universidade de São Paulo (USP) em 1957. Pela Pontifícia Universidade Católica de São Paulo (PUC-SP), obteve os títulos universitários de especialista em direito tributário (1972) e em direito administrativo (1975), além de mestre (1977), doutora (1979) e livre-docente (1985) em direito administrativo.
Foi Assessora para Assuntos Trabalhistas do Departamento Pessoal do Laboratório Climax S/A, ainda estudante (1956-1957) e já bacharel (1958-1960); advogada no escritório da Professora Esther de Figueiredo Ferraz (1958-1961); Procuradora junto à Coordenação das Administrações Regionais da Prefeitura Municipal de São Paulo (1973-1976); Assessora-Chefe da Assessoria Técnica de Assuntos Jurídicos da Secretaria das Administrações Regionais, antiga Coordenação das Administrações Regionais da Prefeitura Municipal de São Paulo (1977-1979); Assessora junto ao Tribunal de Contas do Município de São Paulo (1979-1980); Assistente Técnica da Secretaria Municipal da Administração da Prefeitura de São Paulo (1981-1982); Juíza Federal da 3ª Região, por concurso, titular da 16ª Vara, antes 7ª Vara - II (1982-1989); Juíza do Tribunal Regional Federal da 3ª Região de 1989 até a data de sua aposentadoria, em 1998.
Foi Professora Titular de “Direito Administrativo” da PUC-SP desde 1989 e Professora nos Cursos de Pós-Graduação (Mestrado e Doutorado) da mesma Universidade desde 1984. Atuou como professora visitante da Faculdade de Ciências Jurídicas e Sociais da Universidade Santo Tomás de Aquino, na Argentina.

## Obra
Principais livros publicados:
- Disciplina urbanística da propriedade, 1980, Malheiros Editores [4]
- Direitos dos licitantes, 1981, Editora Revista dos Tribunais, [5]
- Extinção dos contratos administrativos, 1986, Malheiros Editores [6]
- Curso de direito administrativo, 1994, Malheiros Editores [7]
- Mandado de segurança, 1996, Malheiros Editores [8]
- Princípios informadores do direito administrativo, 1997, Editora Ndj [9]
- Ato administrativo e devido processo legal, 2000, Ed. Max Limonad [10]
- Processo administrativo tributário e previdenciário, 2000, Ed. Max Limonad [11]
- Devido processo legal na administração pública, 2001, Ed. Max Limonad [12]
- Comentários à Lei Federal de Processo Administrativo Lei no 9.784/99, 2004, Editora Forum [13]
- Direito Público - Estudos, 2007, Editora Forum [14]